# 스테파노 에라니오
스테파노 에라니오(이탈리아어: Stefano Eranio ˈsteːfano eˈraːnjo[*], 1966년 12월 29일, 리구리아 주 제노바 ~)는 이탈리아의 전직 축구 선수로, 현역 시절 미드필더로 활약했다. 선수 시절, 그는 주로 우측 미드필더로 출전했고, 주로 이탈리아의 밀란과 제노아에서 활약한 것으로 ㅏㄹ 알려져 있고, 잉글랜드의 더비 카운티를 거치기도 했으며, 1990년부터 1997년까지는 이탈리아 국가대표팀 경기에 20번 출전하기도 했다. 그의 주무기는 기교, 속도, 체력, 그리고 공격 전개였다. 그는 비록 대게 공격형이나 측면 미드필더를 많이 맡았지만 수비적인 면에서도 출중하며, 종종 측면 수비를 맡기도 했다. 그는 더비 카운티의 역대 최고 선수 11인에도 이름을 올리기도 했다.

## 클럽 경력

### 제노아와 밀란
에라니오는 1984년 8월에 제노아에서 프로 무대 신고식을 치렀다. 그는 제노아에서 5년을 보내면서 1989년까지 세리에 B를 전전했고, 이후 세리에 A로 승격되었다. 도합하여, 에라니오는 제노아에서 8년을 몸담았고, 이후 1992년 8월에 밀란으로 이적했다. 그는 밀란에서 세리에 A를 3번(1993년, 1994년, 그리고 1996년), 수페르코파 이탈리아나를 3번(1992년, 1993년, 그리고 1994년)에 우승했으며, 2번의 챔피언스리그 결승행을 견인했다. 첫 결승전은 1992-93 시즌의 일로 마르세유에 0-1로 패해 탈락했고, 그 후로 1994-95 시즌에는 아약스에 0-1로 패했다. 비록 그는 우승으로 대회를 장식으로 장식한 1994년에도 선수단 일원이었으나, 부상으로 결승전에 결장했다. 그는 뒤이어 같은 해에 UEFA 슈퍼컵도 우승했다.

### 더비 카운티와 프로 세스토
1997년 5월, 그는 잉글랜드의 더비 카운티로 자유이적하였고, 이후 큰 지지를 받았다. 그는 1997년 8월 9일, 블랙번 로버스와의 경기에서 더비 일원으로서 프리미어리그 신고식을 치렀다. 그는 더비셔 주 연고 구단에서 1997년 8월 30일에 반슬리와의 리그전에서 득점을 올리며 첫 골을 기록했다. 이 해에 더비 카운티는 구 안방 베이스볼 그라운드를 떠나 프라이드 파크로 이전했고, 이 경기에서 반슬리가 1-0으로 결승골을 기록하면서, 더비의 신 안방에서 득점을 올린 첫 선수가 되었다. 에라니오는 2000-01 시즌 이후 은퇴를 고려했지만, 짐 스미스는 그의 잔류를 성득했다. 2001년 10월에 스미스가 구단을 떠나면서, 에라니오는 더비 카운티 복귀를 선언했다. 이 때 4부 하위 구단들이 비록 스미스는 2001년 10월에 사직했지만, 에라니오는 더비 카운티를 떠나는 본능쪽으로 기울었다. 그는 2003년에 4부 리그인 세리에 C2의 프로 세스토에서 선수 겸 감독으로서 1년을 보냈다.
그는 더비 카운티의 손꼽히는 가장 영향력 있는 인물로도 간주되었다. 2006년 5월 1일, 에라니오와 테드 맥민은 더비 전설(Derby Legends)에 그를 등록했다.

## 국가대표팀 경력
에라니오는 1990년 12월 22일, 키프로스와의 경기에서 이탈리아 성인 국가대표팀 신고식을 치렀다. 이 경기는 유로 1992의 예선전 경기로, 이탈리아는 이 경기를 4-0으로 이겼다. 그의 첫 국가대표팀 득점은 1992년 9월 9일, 네덜란드전에서 터졌는데, 이탈리아는 이 경기를 3-2로 이겼다.
1997년 3월 29일, 에라니오는 3-0으로 이긴 몰도바와의 안방 경기에서 마지막 이탈리아 국가대표팀 경기를 치렀다. 도합하여, 그는 20번의 국가대표팀 경기에 출전해 3골을 기록했고, 이 중 6번의 국가대표팀 경기는 월드컵 예선전 경기였고, 5번은 유럽 축구 선수권 대회 경기였다.

## 은퇴 후

### 감독
에라니오는 2005년을 기점으로 밀란의 유소년부 기술진에서 근무했고, 현재 U-15년 부서인 전국 연하부(Giovanissimi Nazionali)의 감독을 맡고 있다.

### 매체
2015년 10월 22일, 에라니오는 인종차별적 언행으로 스위스 RSI 방송사에서 해임되었다. 그는 로마의 수비수 안토니오 뤼디거가 4-4로 비긴 레버쿠젠과의 챔피언스리그 경기에서 범한 실책을 비판하면서 에라니오는 다음과 같이 말했다: "수비진의 흑인 선수들은 집중을 못하기 때문에 저런 실수를 해요. 그들은 신체적으로 강인하지만, 생각을 좀 해야 해야지오 … 그들은 이런 실수를 종종 합니다."

## 경력 통계

### 클럽
| 구단        | 리그 출장 | 리그 골 | 전체 출장 | 전체 골 | 활동 기간         |
| ----------- | --------- | ------- | --------- | ------- | ----------------- |
| 제노아      | 212       | 13      | ?         | ?       | 08/1984 – 05/1992 |
| 밀란        | 98        | 6       | ?         | ?       | 08/1992 – 05/1997 |
| 더비 카운티 | 95        | 7       | 108       | 10      | 05/1997 – 10/2001 |

## 수상
밀란
- 세리에 A: 1992–93, 1993–94, 1995–96
- 수페르코파 이탈리아나: 1992, 1993, 1994
- 챔피언스리그: 1993–94
- UEFA 슈퍼컵: 1994

제노아
- 세리에 B: 1988–89

## 참고 문헌
- Mortimer, Gerald (2004): The Who's Who of DERBY COUNTY. 
 Breedon Books Publishing, Derby. ISBN 1-85983-409-4